# Щіткохвіст степовий
Щіткохвіст степовий або щіткохвіст сумнівний (Orgyia dubia) — вид метеликів з родини еребід (Erebidae).

## Поширення
Вид поширений в Палеарктиці від Піренейського півострова через всю Північну Африку до Єгипту, Сицилії, Палестини, Кіпру, Сирії, Ірану, Малої Азії, Вірменії, півдня Росії та Середньої Азії. Вид мешкає в багатьох дуже різних біотопах і був виявлений на висоті 3300 метрів.

## Опис
Існує сильний статевий диморфізм між статями. Самці молі мають нормально розвинені крила і досягають розмаху крил від 17 до 25 міліметрів. Верхня частина передніх крил має світло-жовтий основний колір, на якому виділяються три сильні чорно-коричневі поперечні смуги, дві внутрішні з яких з'єднані поперечною смугою на внутрішньому краї. Центральна пляма велика, чорнувато-коричнева, має ниркоподібну форму. Верхня частина заднього крила забарвлена в яскраво-жовтий колір і має широкий темно-коричневий зовнішній край. Темна трикутна пляма тягнеться від переднього краю до дискової області. Вусики щіткоподібні.
Нелітаючі самиці мають повністю нерозвинені крила та пухке, короткошерсте тіло від сіро-жовтого до коричнево-жовтого кольору, яке не відповідає типовому метелику. Довжина їх тіла 13-18, ширина 8-10 міліметрів. Вони мають короткі пилкоподібні вусики.

## Спосіб життя
Залежно від ареалу проживання молі утворюють одне або кілька поколінь на рік, які можна зустріти в період з квітня по жовтень. Самці ведуть денний спосіб життя і літають на великій швидкості в пошуках самиць. Самиці є малорухомими і майже не залишають місця свого вилуплення з кокона. Після спарювання вони відкладають яйця. Кормовими рослинами гусениць є листя дуба (Quercus) і різних низькорослих рослин.